# Grande Debate (astronomia)

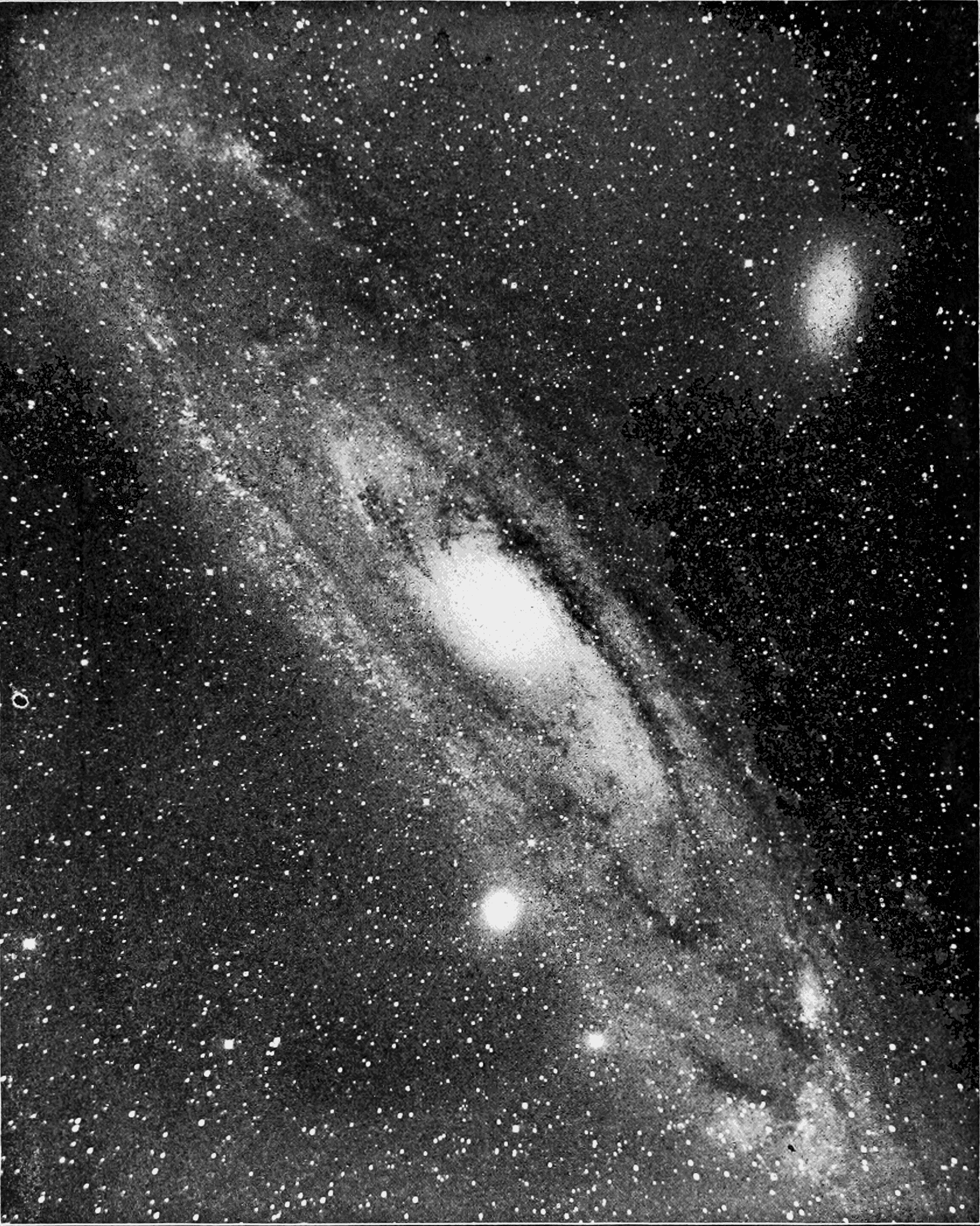
A "Grande Nebulosa Espiral" na constelação de Andrômeda (fotografia de 1902). O debate foi sobre se esta era uma nuvem de gás e poeira ou uma galáxia distante.

O Grande Debate, também chamado de Debate Shapley–Curtis, foi realizado em 26 de abril de 1920 no Smithsonian Museum of Natural History, entre os astrônomos Harlow Shapley e Heber Curtis. Referia-se à natureza das chamadas nebulosas espirais e ao tamanho do universo. Shapley acreditava que nebulosas distantes eram relativamente pequenas e ficavam nos arredores da Via Láctea (então se pensava ser o universo inteiro), enquanto Curtis sustentava que eram de fato galáxias independentes, o que implicava que eram extremamente grandes e distantes.
Os dois cientistas primeiro apresentaram trabalhos técnicos independentes sobre "A Escala do Universo" durante o dia e depois participaram de uma discussão conjunta naquela noite. Grande parte da tradição do Grande Debate surgiu de dois artigos publicados por Shapley e por Curtis na edição de maio de 1921 do Bulletin of the National Research Council. Os artigos publicados incluíam argumentos contrários à posição defendida pelo outro cientista na reunião de 1920.
Após o debate público, os cientistas conseguiram verificar evidências individuais de ambos os astrônomos, mas no ponto principal da existência de outras galáxias, Curtis provou estar correto.

## Argumentos
Shapley estava argumentando a favor da Via Láctea como a totalidade do universo. Ele acreditava que "nebulosas espirais" como Andrômeda eram simplesmente parte da Via Láctea. Ele poderia apoiar essa afirmação citando tamanhos relativos - se Andrômeda não fosse parte da Via Láctea, então sua distância deve ter sido da ordem de 108 anos-luz - uma extensão que a maioria dos astrônomos contemporâneos não aceitaria. Adriaan van Maanen, um respeitado astrônomo da época, também forneceu evidências que apoiavam o argumento de Shapley. Van Maanen afirmou ter observado a rotação da Galáxia Cata-vento, e que se a Galáxia Cata-vento fosse de fato uma galáxia distinta e pudesse ser observada girando em uma escala de tempo de anos, sua velocidade orbital seria enorme e haveria uma violação do limite de velocidade universal, a velocidade da luz. Shapley também apoiou suas alegações com a observação de uma nova na "nebulosa" de Andrômeda que ofuscou brevemente toda a nebulosa, constituindo uma saída de energia aparentemente impossível se Andrômeda fosse de fato uma galáxia separada.
Curtis, por outro lado, afirmou que Andrômeda e outras "nebulosas" eram galáxias separadas, ou "universos insulares" (um termo inventado pelo filósofo do século XVIII Immanuel Kant, que também acreditava que as "nebulosas espirais" eram extragalácticas). Ele mostrou que havia mais novas em Andrômeda do que na Via Láctea. A partir disso, ele poderia perguntar por que havia mais novas em uma pequena seção da galáxia do que nas outras seções da galáxia, se Andrômeda não fosse uma galáxia separada, mas simplesmente uma nebulosa dentro da galáxia da Terra. Curtis notou as grandes velocidades radiais das nebulosas espirais que sugeriam que elas não poderiam ser gravitacionalmente ligadas à Via Láctea em um universo modelo de Kapteyn. Além disso, ele citou faixas escuras presentes em outras galáxias semelhantes às nuvens de poeira encontradas na própria galáxia da Terra, explicando a zona de evitação.
Curtis afirmou que, se a observação de van Maanen da rotação da Galáxia Cata-vento estivesse correta, ele próprio estaria errado sobre a escala do universo e que a Via Láctea o abrangeria completamente.

## Após o debate
Mais tarde, na década de 1920, Edwin Hubble mostrou que Andrômeda estava muito fora da Via Láctea medindo estrelas variáveis Cefeidas, provando que Curtis estava correto. Sabe-se agora que a Via Láctea é apenas uma entre cerca de 200 bilhões (2×1011) a 2 trilhões (2×1012) ou mais galáxias, provando que Curtis é o partido mais preciso no debate. Além disso, os astrônomos geralmente aceitam que a nova Shapley se refere em seus argumentos era de fato uma supernova, que de fato ofusca temporariamente a produção combinada de uma galáxia inteira. Em outros pontos, os resultados foram misturados (o tamanho real da Via Láctea está entre os tamanhos propostos por Shapley e Curtis), ou a favor de Shapley (a galáxia de Curtis estava centrada no Sol, enquanto Shapley colocou corretamente o Sol nas regiões externas da galáxia).
Mais tarde, tornou-se evidente que as observações de van Maanen estavam incorretas - não se pode realmente ver a Galáxia Cata-vento girar durante a vida humana.

## Outros Grandes Debates
O formato do grande debate foi usado posteriormente para discutir a natureza das questões fundamentais da astronomia. Em homenagem ao primeiro "Grande Debate", o Smithsonian sediou mais três eventos.